# Pădurea Runc, Satu Mare
Pădurea Runc este o arie protejată de interes național, ce corespunde categoriei a IV-a IUCN (rezervație naturală de tip forestier), situată în județul Maramureș din România, pe teritoriul administrativ al comunei Pomi, în raza Ocolului Silvic Borlești.
Rezervația naturală are o suprafață de 68,50 ha, și reprezintă o zonă împădurită cu specii lemnoase de gorun (Quercus petrea) și fag (Fagus sylvatica), în asociere cu cireș sălbatic (Cerasus avium), carpen (Carpinus betulus), alun (Corylus avellana) și păducel (Crataegus monogyna). Stratul ierbos este bine reprezentat de specii floristice, dintre care: toporaș (Viola pumila), firuță (Poa pratensis), rogoz (Carex acutiformis), sânziană (Galium vernum), etc.